# Mohamed Barboucha
Mohamed Barboucha, né le 5 mars 1926 à Condé Smendou (aujourd'hui Zighoud Youcef en Algérie) et mort le 5 octobre 2003 à Alger, est un homme politique algérien. Proche de Ferhat Abbas, il a milité pour l'indépendance de l'Algérie. 